# Liste des video-jockeys de MTV
Ceci une liste des video-jockeys de MTV.

## MTV États-unis
- DJ Clue
- Hilarie Burton
- Susie Castillo
- Damien Fahey
- La La Vasquez
- Vanessa Minnillo
- Quddus Phillippe
- Jim Shearer
- Adam Curry
- Carson Daly
- Lisa « Kennedy » Montgomery
- Daisy Fuentes
- J.J. Jackson (décès)
- Martha Quinn
- Pauly Shore
- Tyrèse

## MTV Amérique latine

### Current VJ's
- Gabo Ramos
- Mikki Lusardi
- Diego Alfaro Ogarrio
- Habacuc Guzmán

### Anciens VJs
- Daisy Fuentes
- Ruth Infarinato (es)
- Alfredo Lewin
- Gonzalo Morales
- Edith Serrano
- Arturo Hernández (es)
- Alejandro LaCroix
- Leandro O'Brien
- Javier Andrade
- Carmen Arce
- Marisol Ailín Nasrala
- Eduardo "Pocas" Peñafiel
- Berta Muñiz
- Úrsula Eggers
- Eglantina Zingg (es)
- Tonka Tomicic
- Christian
- Cecilia Peckaitis
- Matilda Svensson
- Diego Pernia
- Chuck Pereda
- Daniela Bolano
- Erich Martino
- Catarina Spinetta
- Rafael Valderrama
- Óscar Ornelas
- Ilana Sod
- Nicolás Artusi
- Jazz

## MTV Brésil
- Cazé
- Daniela Cicarelli
- Thaíde

## MTV Europe
- Simone Angel
- Ray Cokes

## MTV India
- Amrita Arora[1]
- Rhea Chakraborty[2]
- Nafisa Joseph
- Malaika Arora Khan[3]

## MTV Deutschland
- Nora Tschirner

## MTV Italia

### VJs actuels
- Alessandro Cattelan
- Alex Infascelli
- Camila Raznovitch
- Carolina Di Domenico (it)
- Fabio Volo
- Filippo Nardi (it)
- Francesco Mandelli (it) a.k.a. Nongio
- Marco Maccarini (it)
- Massimo Coppola (it)
- Paola Maugeri (it)
- Vesna Luisi
- Victor Chissano
- Victoria Cabello (it)

### Anciens VJs
- Andrea Pezzi (it)
- Chiara Ricci (it)
- Daniele Bossari (it)
- Enrico Silvestrin (it)
- Fanny Fidenzio
- Fabrizio Biggio (it)
- Federico Russo (it)
- Giorgia Surina (it)
- Giampietro Cutrino (it) dit Gip
- Kris & Kris (it)
- Ignazio Raso
- Mao
- Marcello Martini (it)
- Marco Cocci (it)
- Paolo Ruffini (it)
- Rodrigo Caravita
- Valeria Bilello (it)